# Vila Velha
Vila Velha est une ville brésilienne de l'État de l'Espírito Santo. Elle se situe à 12 km au sud de la capitale de l'État, Vitória.

## Population
Sa population était de 414 586 habitants au recensement de 2010 et de 472 762 habitants en 2015 selon l'estimation de l'Institut Brésilien de Géographie et Statistique. La commune s'étend sur 209,965 km2, dont 54,57 km2 sont situés en zone urbaine et 155,395 km2 sont situés en zone rurale.

## Histoire
Vila Velha est la plus grande et la plus ancienne commune de l'État d'Espirito Santo. Elle fut fondée sous le nom de Vila do Espírito Santo par le Portugais Vasco Fernandes Coutinho, donataire de la Capitainerie d'Espírito Santo où il débarqua le 23 mai 1535. Ce fut le siège de la Capitainerie jusqu'en 1549 quand il fut transféré à Vitória et la commune fut alors appelée du nom actuel de Vila Velha. 

## Sites remarquables
- Convento da Penha, monument religieux datant de la seconde moitié du XVIe siècle.

## Géographie
Elle est localisée à une latitude de 20° 21′ 01,08″ et une longitude de 40° 17′ 19,32″ ouest. Son littoral s'étend sur 32 km entrecoupé de nombreuses plages avec les plus beaux paysages de l'Espirito Santo.

## Maires
| Période | Période | Identité       | Étiquette | Qualité |
| ------- | ------- | -------------- | --------- | ------- |
| 2009    | 2012    | Neucimar Fraga | PR        |         |